# Челекен (полуостров)
Челекен (на туркменски: Çeleken; на руски: Челекен) е полуостров на източния бряг на Каспийско море, на територията на Туркменистан.
През 1930-те години на 20 век бившият остров Челекен поради понижаване на нивото на Каспийско море се превръща в полуостров. Площ около 500 km². Вдава се на около 30 km във водите на Каспийско море, между заливите Северен Челекенски на север и Южен Челекенски на юг. Ширина до 54 km. Бреговете му са силно разчленени. На север от него се „разтягат“ други два по-малки полуострова – Северна Челекенска коса и Бугуляр, които затварят съответно от запад и изток Северния Челекенски залив, а на юг се простира полуостров Дервиш, затварящ от запад Южния Челекенски залив. Релефът му е равнинен с максимална височина връх Чокрак 92 m. Цялата му територия е заета от пясъци и солончаци. Разработват се находища на нефт и озокерит. На западното му крайбрежие е разположен град Хазар (бивш Челекен).